# تراول + لیژر
تراول + لیژر (انگلیسی: Travel + Leisure Co.) شرکت مهمان‌نوازی آمریکایی است، که در سال ۲۰۰۶ تأسیس شد.